# Shun Tanaka
Shun Tanaka (田中 舜 Tanaka Shun?, nacido el 15 de marzo de 1988 en Shizuoka) es un futbolista japonés que se desempeña como defensa.

## Trayectoria

### Clubes
| Club                 | País  | Año         |
| -------------------- | ----- | ----------- |
| Arte Takasaki        | Japón | 2011        |
| Japan Soccer College | Japón | 2012        |
| Grulla Morioka       | Japón | 2013 - 2015 |
| Azul Claro Numazu    | Japón | 2016 - 2017 |
| Grulla Morioka       | Japón | 2018 -      |

## Estadística de carrera

### J. League
| Club              | Año   | J. League | J. League | Copa J. League | Copa J. League | Total | Total |
| Club              | Año   | Part.     | Goles     | Part.          | Goles          | Part. | Goles |
| ----------------- | ----- | --------- | --------- | -------------- | -------------- | ----- | ----- |
| Grulla Morioka    | 2014  | 31        | 0         | -              | -              | 31    | 0     |
| Grulla Morioka    | 2015  | 19        | 0         | -              | -              | 19    | 0     |
| Azul Claro Numazu | 2017  | 3         | 0         | -              | -              | 3     | 0     |
| Total             | Total | 53        | 0         | 0              | 0              | 53    | 0     |